# 형사 매드독
《형사 매드독》(영어: Mad Dog and Glory)은 미국에서 제작된 존 맥노턴 감독의 1993년 범죄 코미디 드라마 영화이다. 로버트 드니로 등이 출연하였고, 바버라 더피나 등이 제작에 참여하였다.

## 출연진
- 로버트 드니로
- 우마 서먼
- 빌 머리
- 데이비드 커루소
- 마이크 스타
- 톰 톨스
- 캐시 베이커
- 리처드 벨저

## 기타 제작진
- 공동 제작: 스티븐 A. 존스
- 배역: 토드 세일러
- 미술: 데이비드 채프먼
- 의상: 리타 라이액